# Ibis huppé
Lophotibis cristata
Genre
Espèce
Statut de conservation UICN

 NT  : Quasi menacé
L'Ibis huppé (Lophotibis cristata), également appelé akouale ou ibis à cimier, est une espèce d'oiseaux de la famille des Threskiornithidae, l'unique représentante du genre Lophotibis.

## Répartition
Cet oiseau est endémique de Madagascar.

## Sous-espèces
D'après la classification de référence (version 14.1, 2024) de l'Union internationale des ornithologues, l'Ibis huppé possède 2 sous-espèces (ordre philogénique) :
- Lophotibis cristata cristata (Boddaert, 1783) ;
- Lophotibis cristata urschi (Lavauden, 1929).